# امین آلپر
امین آلپر (انگلیسی: Emin Alper؛ زادهٔ ۱۹۷۴) فیلمساز و تاریخ‌دان ترکیه‌ای است. اولین فیلم او آن سوی تپه برندهٔ جایزهٔ کالیگاری در شصت و دومین دورهٔ جشنوارهٔ بین‌المللی فیلم برلین و بهترین فیلم در جوایز اسکرین آسیا پاسیفیک شد. دومین فیلم بلند او جنون برندهٔ جایزهٔ ویژهٔ هیئت داوران در هفتاد و دومین دورهٔ جشنواره فیلم ونیز شد.